# Pseudolimnophila sepium
Pseudolimnophila sepium là một loài ruồi trong họ Limoniidae. Chúng phân bố ở miền Cổ bắc.